# Секционный центробежный насос

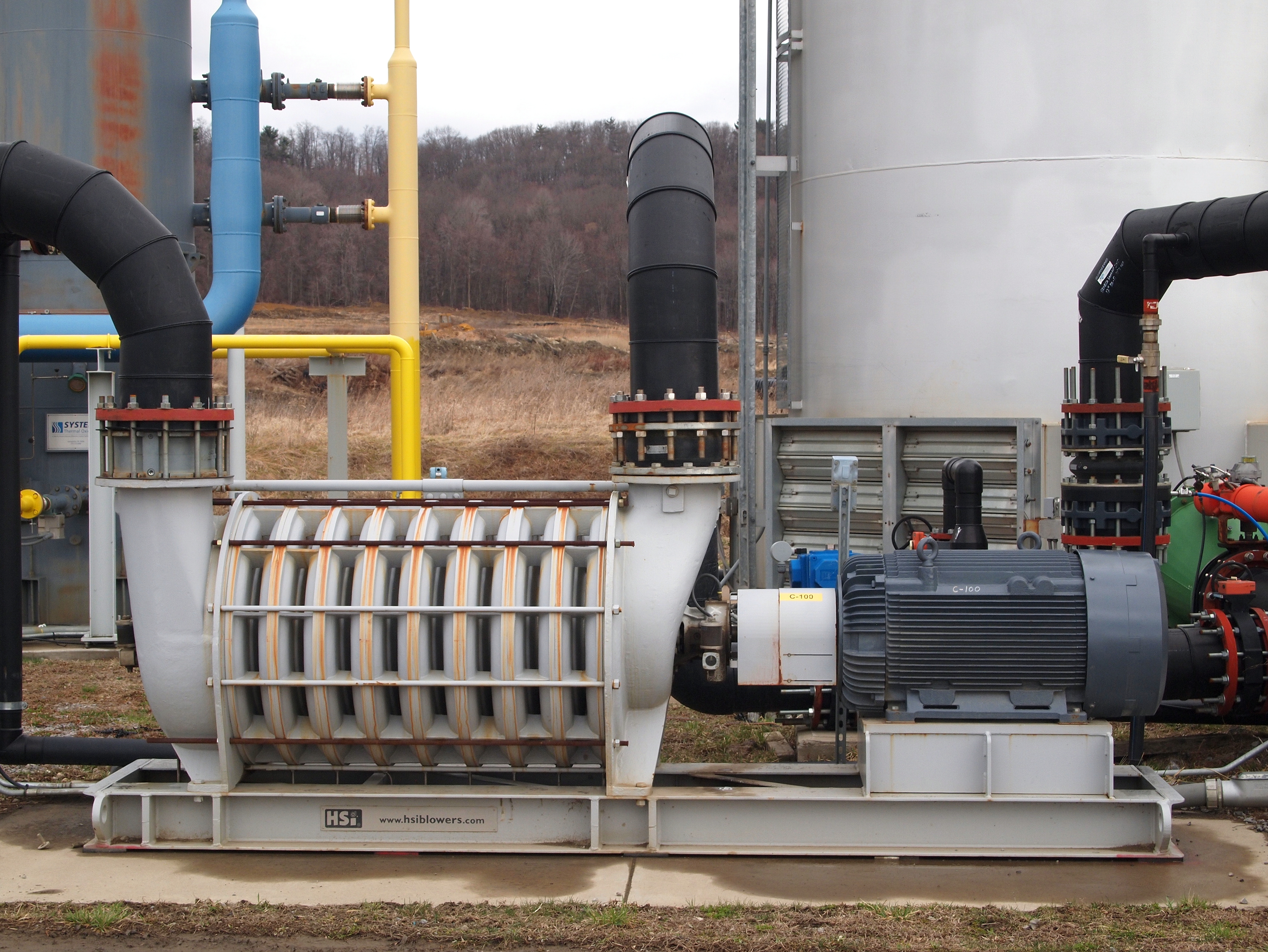
Многосекционный центробежный насос.

Центробежный насос секционный (ЦНС) – многоступенчатый насос высокого (до 26 МПа и более, в зависимости от конкретного назначения) давления, предназначен для перекачки жидкости с помощью последовательно соединённых ступеней, каждая из которых даёт прирост энергии потоку жидкости и увеличивает давление (напор).

## Устройство насоса
Насос состоит из корпуса, ротора и съёмных направляющих потока. На корпусе крепятся крышки всасывания, нагнетания, и направляющие аппараты, а также задний и передний кронштейны, в которых располагаются подшипники. Корпуса направляющих, крышки всасывания и нагнетания стягиваются шпильками с гайками.
Ротор состоит из вала, на который установлены втулка, рубашка вала, рабочие колеса, дистанционная втулка, кольца и диск разгрузки. Все эти детали стягиваются гайкой вала.
Также, рабочее колесо первой ступени насоса может оснащаться так называемым бустерным шнеком, для предварительного повышения давления для предотвращения кавитации жидкости. 
Технической сложностью насоса такой конструкции является значительное осевое усилие, действующее на вал в сторону всасывающей части (туда, где низкое давление). Для компенсации его приходится применять такие устройства как гидравлическая пята или электромагнитное разгрузочное устройство. 

## Принцип действия
Рабочее колесо, вращается и сообщает движение жидкости, находящейся между лопастями. Возникает центробежная сила, в результате действия которой, жидкость от центра рабочего колеса перемещается к выходу, и далее через направляющие на вход следующего колеса. Освободившееся пространство снова заполняется жидкостью, поступающей из всасывающего трубопровода под действием давления. Так жидкость переходит с одного колеса на другое с увеличением давления жидкости на каждой ступени. С последнего колеса, жидкость через направляющий аппарат переходит в крышку нагнетания, и оттуда поступает в нагнетательный трубопровод.
Насос ЦНС через муфту приводится в движение электродвигателем или приводной паровой турбиной, как на энергоблоках ТЭЦ с большой единичной мощностью. В случае с питательным электронасосом, привод осуществляется через гидравлическую муфту и цилиндрический редуктор с шевронными зубчатыми колëсами.
ЦНС предназначены для перекачивания жидкостей с содержанием примесей не более 0,2%, при размере частиц не более 100 мкм. Повсеместно используются в тепловой и атомной энергетике для повышения давления питательной воды и подачи её в паровой котёл или парогенератор. Давление за насосом может достигать 26 МПа и более, в зависимости от конкретного его применения.